# Jade Johnson
Pour les articles homonymes, voir Johnson.
Jade Linsey Johnson  (née le 7 juin 1980 à Londres) est une athlète britannique, spécialiste du saut en longueur.

## Biographie
Vainqueur des championnats d'Europe espoirs de 2001, elle remporte l'année suivante la médaille d'argent des championnats d'Europe seniors et des Jeux du Commonwealth. Elle se classe quatrième des championnats du monde 2003, et septième des Jeux olympiques de 2004 et 2008.

## Palmarès
| Date | Compétition                   | Lieu        | Résultat | Marque |
| ---- | ----------------------------- | ----------- | -------- | ------ |
| 2001 | Championnats d'Europe espoirs | Amsterdam   | 1er      | 6,52 m |
| 2002 | Championnats d'Europe         | Munich      | 2e       | 6,73 m |
| 2002 | Jeux du Commonwealth          | Manchester  | 2e       | 6,58 m |
| 2002 | Coupe du monde des nations    | Madrid      | 4e       | 6,41 m |
| 2003 | Championnats du monde         | Saint-Denis | 4e       | 6,63 m |
| 2004 | Jeux olympiques               | Athènes     | 7e       | 6,80 m |
| 2004 | Finale mondiale               | Monaco      | 5e       | 6,46 m |
| 2008 | Coupe d'Europe des nations    | Annecy      | 2e       | 6,81 m |
| 2008 | Jeux olympiques               | Pékin       | 6e       | 6,64 m |

### Records
| Épreuve          | Épreuve   | Performance | Lieu       | Date            |
| ---------------- | --------- | ----------- | ---------- | --------------- |
| Saut en longueur | Plein air | 6,81 m      | Annecy     | 22 juin 2008    |
| Saut en longueur | Salle     | 6,52 m      | Birmingham | 18 février 2005 |